# VodafoneZiggo
VodafoneZiggo Group B.V. es una empresa conjunta neerlandesa entre Vodafone y Liberty Global, anunciada en febrero de 2016, aprobada por la Comisión Europea en agosto de 2016 y completada en diciembre de 2016.
La empresa tiene su sede en Utrecht, Países Bajos.

## Liderazgo
Tras su fundación, Jeroen Hoencamp fue nombrado CEO de VodafoneZiggo desde 2016.Hoencamp fue anteriormente CEO de Vodafone Irlanda desde 2010.
El 21 de mayo de 2024, Vodafone Group Plc y Liberty Global anunciaron el nombramiento de Stephen van Rooyen como nuevo director ejecutivo de VodafoneZiggo, con efecto a partir de septiembre de 2024. Van Rooyen, anteriormente CEO de Sky UK & Ireland, sucedió a Jeroen Hoencamp, quien se retiró, y Ritchy Drost se desempeñó como CEO interino hasta que van Rooyen asumiese el cargo.

## Cronología

### Vodafone Países Bajos
- En 1995 se fundó Libertel.
- En 1995 BelCompany también fue fundada.
- En 1999, Libertel salió a bolsa y en el año 2000 pasó a llamarse Vodafone Libertel.
- En 2003, Vodafone adquirió Vodafone Libertel.
- En 2004 se fundó mITE Systems.[15]
- En 2011, Vodafone Libertel compró BelCompany.
- En 2012, Vodafone Libertel adquirió Telespectrum Telecommunicatie.
- En 2015, Vodafone Libertel se hizo con las acciones de mITE Systems.
- En diciembre de 2016, Vodafone Libertel se convirtió en filial de VodafoneZiggo.

### Ziggo
- En 1970 se fundó Casema (proveedor de televisión por cable, que posteriormente incluyó servicios de internet y telefonía por cable).
- En 1984 se fundó Multikabel (proveedor de televisión por cable, que posteriormente incluyó el servicio de Internet por cable).
- En 1996 @Home Network fue fundada (proveedor de servicios de Internet), más tarde conocida como Essent Kabelcom.
- En 1998 se fundó UPC Nederland (proveedor de servicios de cable e Internet).
- Warburg Pincus y Cinven compraron Multikabel en 2005,[16][17]así como Casema y @Home en 2006.
- En 2008, Ziggo nació de la fusión de Casema, Multikabel y @Home.
- En 2012, Ziggo se hizo pública.
- En 2014, Liberty Global adquirió Ziggo.
- En 2015, Ziggo se fusionó con UPC Nederland.
- En diciembre de 2016, Ziggo se convirtió en filial de VodafoneZiggo.